# Suite in g-mineur
Suite in g mineur is een compositie van Johan Halvorsen. Halvorsen schreef het werk gedurende zijn verblijf in Helsinki. Halvorsen gaf zelf als violist de eerste uitvoering op 20 april 1890 in Helsinki. De suite bestaat uit vier delen:
1. Introductie (maestoso)
2. Melodie
3. Scherzo
4. Finale

De originele opzet was een driedelig werk, maar na de eerste uitvoering schreef Halvorsen er een deel bij en het originele eerste deel werd het laatste. Het werk duurt ongeveer 22 minuten. Viktor Ekroos was een bestuurder die amateurviolist was en getrouwd met operazangeres Ilta Ekroos. 